# Фанкатт, Тревор
Тревор Фанкатт (англ. Trevor Fancutt; 14 июля 1934, Кокстад, Капская провинция, Южно-Африканский Союз — 18 декабря 2022, Австралия) — южно-африканский теннисист, победитель чемпионата Австралии по теннису в смешанном парном разряде (1960), полуфиналист чемпионата Франции по теннису в парном и смешанном парном разрядах (1956), полуфиналист Уимблдонского турнира в смешанном парном разряде (1956), четвертьфиналист чемпионата Австралии по теннису в одиночном разряде (1958), член сборной Южно-Африканского Союза по теннису в Кубке Дэвиса (1957).

## Биография
Тревор Фанкатт родился 14 июля 1934 года в городе Кокстад (Капская провинция, Южно-Африканский Союз). В 1951 году выступал в юниорском турнире Уимблдона, дойдя до финала, в котором уступил британскому теннисисту Бобби Уилсону 3-6, 3-6. Начиная с 1951 года, Фанкатт участвовал во «взрослых» теннисных соревнованиях, первую победу в турнире одержал в 1954 году на чемпионате провинции Натал.
В 1952, 1955, 1956 и 1957 годах Фанкатт выступал в одиночном разряде Уимблдонского турнира, каждый раз уступая во втором круге. В 1956, 1957 и 1959 годах он выступал в одиночном разряде чемпионата Франции по теннису — в 1956 году он дошёл до третьего круга, а в 1957 и 1959 годах уступил в первом круге. Наилучший результат в одиночном разряде турниров Большого шлема Фанкатт показал в 1958 году, дойдя до четвертьфинала чемпионата Австралии по теннису, в котором он в четырёх сетах уступил будущему финалисту турнира Малькольму Андерсону со счётом 3-6, 4-6, 7-5, 10-12. В парном разряде, выступая вместе с Ярославом Дробным из Чехословакии, Фанкатт дошёл до полуфинала чемпионата Франции 1956 года.
В 1957 году Тревор Фанкатт участвовал в двух матчах сборной команды Южно-Африканского Союза в Кубке Дэвиса. Фанкатт сыграл в четырёх одиночных встречах, победив в двух из них игроков сборной Испании и уступив в оставшихся двух игрокам сборной Дании.
В 1957 году Тревор Фанкатт женился на австралийской теннисистке Дафне Сини (1933—2020). К тому времени они уже сыграли несколько турниров в смешанном парном разряде, в частности, дойдя до полуфиналов в чемпионате Франции по теннису и Уимблдонском турнире 1956 года. В 1961 году они поселились в Брисбене, открыв там теннисный центр Fancutts Tennis Centre, которым они руководили до 2015 года. Их трое сыновей — Чарли, Майкл и Крис — тоже теннисисты.
В 1960 году Фанкатту, выступавшему в паре с австралийской теннисисткой Джен Лихейн, удалось выиграть чемпионат Австралии по теннису в смешанном парном разряде.

## Выступления на турнирах

### Финалы турниров Большого шлема

#### Смешанный парный разряд: 1 финал (1 победа)
| Результат | №  | Год  | Турнир              | Партнёр     | Соперники                    | Счёт     |
| Победа    | 1. | 1960 | Чемпионат Австралии | Джен Лихейн | Мэри Картер-Рейтано Боб Марк | 6-2, 7-5 |